# SC Wedemark
Der SC Wedemark 1926 e. V. ist ein deutscher Fußballverein mit Sitz in der niedersächsischen Gemeinde Wedemark innerhalb der Region Hannover. Die erste Frauen-Mannschaft trat in der Saison 1994/95 in der drittklassigen Regionalliga Nord an und nahm in der Spielzeit 1995/96 am DFB-Pokal teil.

## Geschichte

### Frauen
Die erste Frauenmannschaft stieg zur Saison 1994/95 in die drittklassige Regionalliga Nord auf. Dort platzierte sie sich mit 18:26 Punkten auf dem 10. Platz, womit die Mannschaft direkt wieder absteigen musste. Über den Landespokal qualifizierte sich die Mannschaft noch für den DFB-Pokal der Spielzeit 1995/96 und bekam hier in der ersten Runde auch ein Freilos. Nach einem 0:5 gegen Tennis Borussia Berlin, schied die Mannschaft aber in der zweiten Runde aus.
In der Saison 2001/02 spielte die Mannschaft in der Kreisklasse Hannover-Land, danach ruhte der Spielbetrieb.
Erst zur Saison 2005/06 wurde wieder eine Mannschaft gemeldet, die in der Kreisklasse als niedrigste Spielklasse anfing, die dann zur Spielzeit 2006/07 die Kreisliga Hannover-Land wurde, aus der sie wieder abstieg. In der tiefsten Spielklasse gelang der Mannschaft mit 40 Punkten nach der Spielrunde 2010/11 ein Wiederaufstieg.
In der Bezirksliga Hannover holten sich die Spielerinnen mit 62 Punkten die Meisterschaft nach der Saison 2011/12 und stieg in die Landesliga auf, der Abstieg erfolgte nach der folgenden Saison.
Zur Spielrunde 2013/14 konnte nur noch eine Rumpfmannschaft gemeldet werden, die in der untersten Sonderspielklasse antrat. Zur Saison 2016/17 kehrte die Mannschaft in den regulären Spielbetrieb zurück und platzierte sich in der Kreisliga mit 37 Punkten auf dem fünften Platz. In der darauffolgenden Spielzeit wurde der erste Platz erspielt, der mit dem Aufstieg in die Bezirksliga verbunden war. Nach der durch die COVID-19-Pandemie vorzeitig beendeten Saison 2019/20 ging das Team wieder in die Kreisliga zurück.
Zur Saison 2021/22 trat die Mannschaft als Spielgemeinschaft in Kooperation mit dem 1. FC Brelingen an. Aus Personalmangel ging es zur Saison 2023/24 wieder in die Sonderspielklasse zurück.

### Männer
Die Männermannschaft spielt seit der Saison 2023/24 in der Kreisliga Hannover.